# Protohermes festivus
Protohermes festivus är en insektsart som beskrevs av Navás 1932. Protohermes festivus ingår i släktet Protohermes och familjen Corydalidae. Inga underarter finns listade i Catalogue of Life.